# Burgruine Windhausen

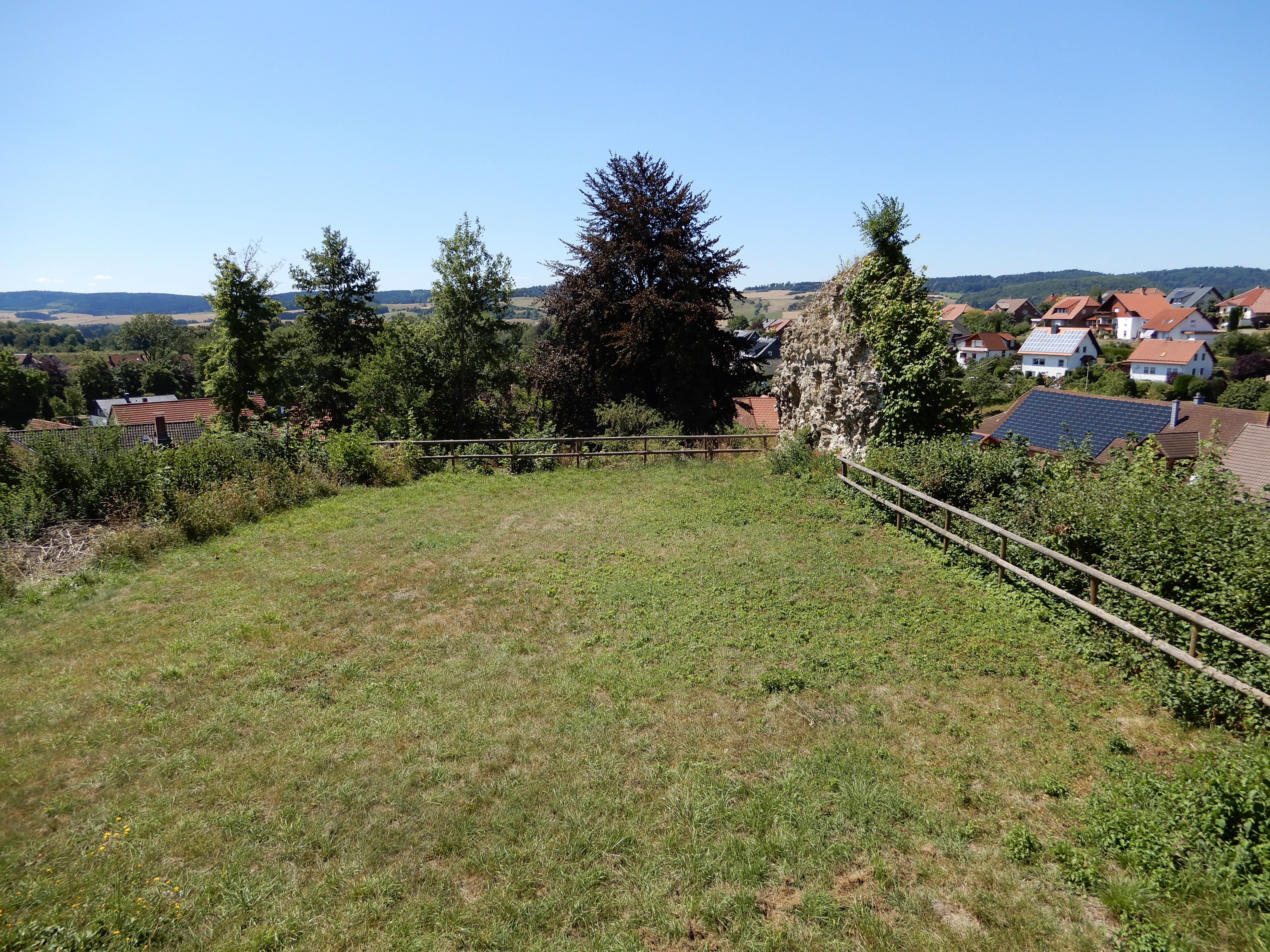
Burgplateau mit dem früheren Innenhof der Burganlage

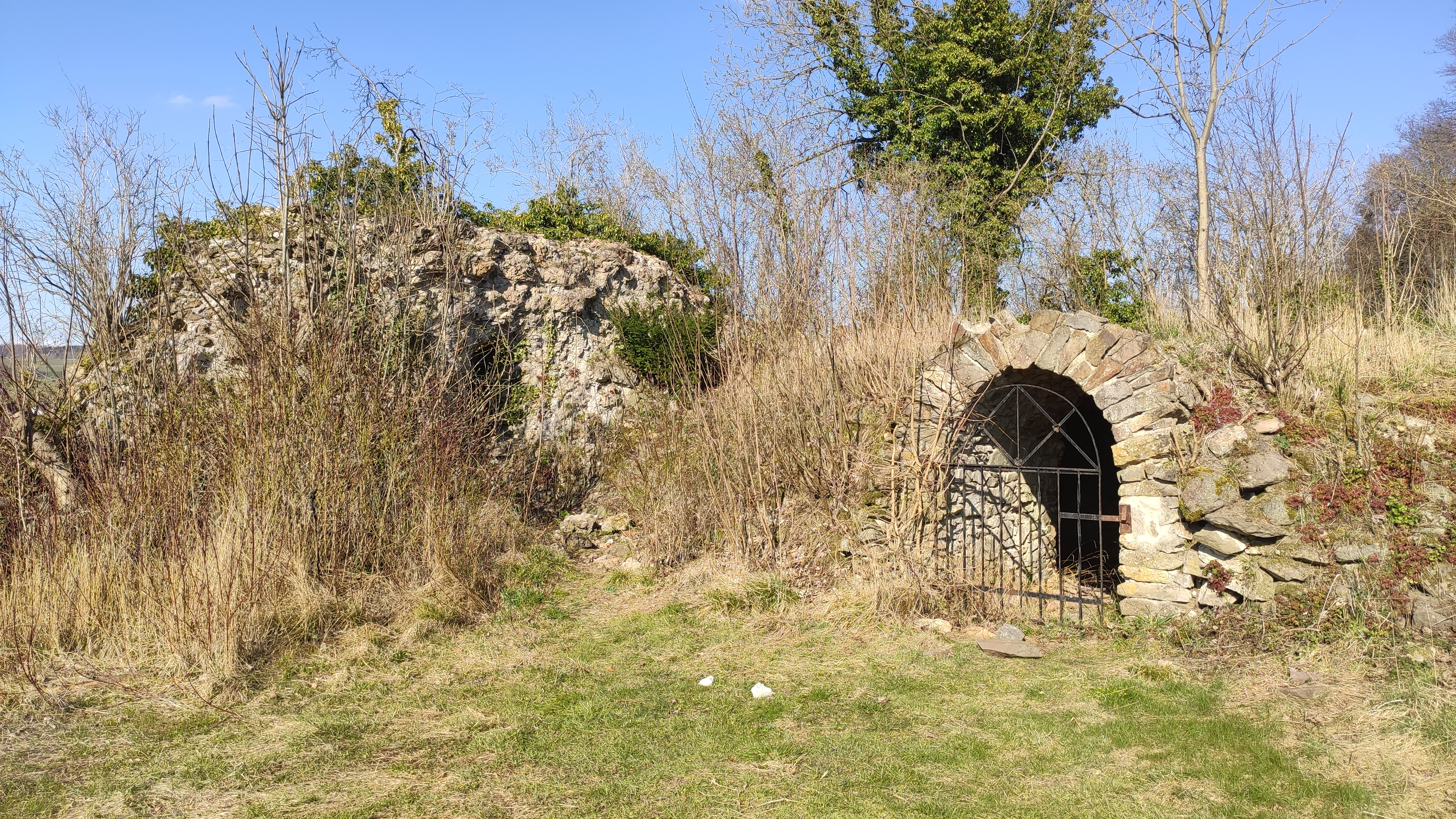
Baureste der Burg

Die Burgruine Windhausen ist die Ruine einer Höhenburg auf 225 m ü. NHN bei Windhausen im niedersächsischen Landkreis Göttingen in Deutschland.

## Geschichte
Ein Ortsadelsgeschlecht der Herren von Windhausen ist bereits 1234 nachweisbar, die Familie war ein Zweig der Herren von Osterode. 1338 wird die Burg erstmals erwähnt, als die Herren von Medhem zugunsten der Herren von Oldershausen auf ihren Anteil an der Burg verzichteten, letztere waren zugleich Pfandinhaber der Burg. Eigentümer der Burg waren zu einem Drittel das Fürstentum Grubenhagen und zu zwei Dritteln der Herzog von Braunschweig. Im 13. und 14. Jahrhundert hatte die Burg aufgrund ihrer Nähe zu den Bergwerken von Grund und zur Thüringer Heerstraße große strategische Bedeutung. 1365 geriet die Burg in einer Fehde zwischen dem Herzog von Grubenhagen und dem mit dem Erzbistum Mainz verbündeten Landgrafen von Thüringen vorübergehend in Mainzer Hände. Die Verpfändungen der Burg setzten sich auch danach fort. 1499 ging die Hälfte des braunschweigischen Anteils an die Herren von Gittelde, 1599 verfügten diese über das komplette Lehnen. 1638 erlosch dieses Geschlecht und die Burg ging an die Söhne des Wolfenbütteler Kanzlers Johann von Jagemann, die sie 1642 an einen Oberst von Koch verkauften. Der Burgturm ist am Ende des 18. Jahrhunderts abgebrochen worden, sein Stumpf wurde zu einer Familienbegräbnisstätte der Familie von Koch umgewandelt. In der Mitte des 19. Jhs. sind die Burggräben teilweise mit dem auf der Burgfläche vorhandenen Bauschutt verfüllt worden. Das Rittergut wurde 1863 aufgelöst, das Burggelände gehört seitdem der Gemeinde Windhausen.  Um 1900 wurde die Burgfläche planiert, um eine Tanzfläche zu schaffen, wobei die heutige Zweistufigkeit des Geländes entstand. Die damals entstandenen Bauten sind 1908 abgebrannt.

## Beschreibung
Die Burgstelle nimmt mit ihrer trapezförmigen Fläche von 30 × 40 m den westlichen Teil eines Höhenzuges ein, von dem sie durch einen 8 m tiefen Halsgraben getrennt ist. Von dieser Mulde läuft am Südhang ein Graben bis vor die Westspitze. Ein Pendant im Norden soll 1862 noch vorhanden gewesen sein.
Im Nordwesten ist ca. 30 Meter langer, 1,2 Meter starker und 6 Meter hoher Teil der Ringmauer erhalten, die gleichzeitig die Rückwand von Gebäuden bildete. Im Osten befinden sich die Reste eines Bergfried von 4,12 m lichter Innenweite, die am Ende des 18. Jhs. zu einem Erbbegräbnis für die Familie von Koch umgestaltet worden waren. Zudem ist noch der Rest eines Kellergewölbes erhalten geblieben.
Die ehemalige Unterburg lag wahrscheinlich auf einem etwas tiefer gelegenen Plateau im Westen, wo sich an der Böschung zur Straße noch Mauerreste befinden. Die Fläche diente aber ebenfalls als Friedhof für die Familie von Koch und ist dadurch gestört.
Die ehemalige Burg steht als archäologisches Einzeldenkmal unter Denkmalschutz.

## Wanderwege
In der Nähe der Ruine verläuft der Karstwanderweg, ein 233 Kilometer langer Wanderweg, vom sachsen-anhaltischen Pölsfeld durch die Karstlandschaft des Südharzer Zechsteingürtels ins niedersächsische Förste.